# Pogonomyrmex marcusi
Pogonomyrmex marcusi is een mierensoort uit de onderfamilie van de Myrmicinae. De wetenschappelijke naam van de soort is voor het eerst geldig gepubliceerd in 1951 door Kusnezov.